# Lillie (Luisiana)
Lillie é uma vila localizada no estado americano de Luisiana, na Paróquia de Union.

## Demografia
Segundo o censo americano de 2000, a sua população era de 139 habitantes.
Em 2006, foi estimada uma população de 133, um decréscimo de 6 (-4.3%).

## Geografia
De acordo com o United States Census Bureau tem uma área de
5,1 km², dos quais 5,0 km² cobertos por terra e 0,1 km² cobertos por água. Lillie localiza-se a aproximadamente 54 m acima do nível do mar.

## Localidades na vizinhança
O diagrama seguinte representa as localidades num raio de 24 km ao redor de Lillie.